# Johann Müller (Politiker, 1899)
Johann Müller (* 28. September 1899 in Preding; † 11. Juli 1956 in Wien) war ein österreichischer Politiker und Widerstandskämpfer gegen den Nationalsozialismus.

## Leben
Johann Müller war 1928 gemeinsam mit Franz Georg Strafella an der Niederschlagung des Straßenbahnerstreiks in Graz beteiligt. Er war in der christlichen Gewerkschaft tätig und in deren Wehrverband Freiheitsbund steiermärkischer Landesführer. In der Funktion war er an der Niederschlagung des nationalsozialistischen Putschversuchs im Juli 1934 beteiligt. Im selben Jahr wurde Müller zum Aufsichtskommissär und Präsidenten der steirischen Arbeiterkammer ernannt und Vorsitzender des Landeskartells Steiermark der austrofaschistischen Einheitsgewerkschaft. Ab 1. November 1934 war er Mitglied des Bundeswirtschaftsrates als Vertreter der Unselbständigen der berufsständischen Gruppe Industrie und Bergbau. Im Zuge des Phönix-Skandals verlor die Rentenzuschusskasse des kaufmännischen Versorgungsvereins große Summen, weshalb Müller alle seine öffentlichen Ämter zurücklegen musste. Es wurde ihm auch vorgeworfen, Geld der Arbeiterkammer veruntreut zu haben. Ab 1937 war Müller Direktor der Wiener Gastgewerblichen Krankenkasse.
Kurz nach dem „Anschluss“ Österreichs an den NS-Staat wurde Müller am 17. März 1938 festgenommen. Am 20. August 1938 wurde er unter der Auflage, binnen drei Tagen eine Loyalitätserklärung abzugeben, entlassen. In der Folge beteiligte er sich am Aufbau eines Verbands von legitimistischen Untergrundgruppen, wobei er Verbindung zum früheren christlichsozialen Gewerkschafter Franz Waschnigg in der Schweiz hielt. Seine Widerstandsgruppe, die auch im Kontakt mit Otto Habsburg stand, wurde nach Müller und Erich Thanner als „Gruppe Müller-Thanner“ bezeichnet. Im Herbst 1939 wurde die Gruppe zerschlagen und Müller am 9. November 1939 verhaftet. Er saß in Wien beziehungsweise in Regensburg in Haft. Am 16. Februar 1944 verurteilte ihn der Volksgerichtshof in Berlin wegen Vorbereitung zum Hochverrat zu 15 Jahren Zuchthaus. Ab 28. April 1944 war er in Straubing inhaftiert, wo ihn US-Truppen am 15. Mai 1945 befreiten.
In der Zweiten Republik wurde Müller Regierungsrat und Leiter des politischen Referats im Bundesministerium für Vermögenssicherung und Wirtschaftsplanung unter Bundesminister Peter Krauland. Im Oktober 1949 wurde er vom Dienst suspendiert. Im Zuge der Verfolgung einer Affäre um den Wiener Stadtrat Ernst Robetschek, bei der eine unter öffentlicher Verwaltung stehende Firma auffällig günstig verpachtet worden war, wurde gegen Müller 1952 Strafanzeige erhoben. 1953 wurde er zu 15 Monaten Kerker verurteilt.

## Belege
1. 1 2  Personensuche auf der Website des Dokumentationsarchivs des österreichischen Widerstandes, abgerufen am 12. Februar 2021.
2. ↑  Josef Goldberger, Cornelia Sulzbacher: Gruppe Müller-Thanner. In: ooegeschichte.at. Virtuelles Museum Oberösterreich, abgerufen am 12. August 2022.

| Personendaten    | Personendaten                       |
| ---------------- | ----------------------------------- |
| NAME             | Müller, Johann                      |
| KURZBESCHREIBUNG | österreichischer Widerstandskämpfer |
| GEBURTSDATUM     | 28. September 1899                  |
| GEBURTSORT       | Preding                             |
| STERBEDATUM      | 11. Juli 1956                       |
| STERBEORT        | Wien                                |